# Signiphora flavella
Signiphora flavella is een vliesvleugelig insect uit de familie Signiphoridae. De wetenschappelijke naam is voor het eerst geldig gepubliceerd in 1913 door Girault.